# Liste der Kulturdenkmäler in Stovner (Oslo)
Die Liste der Kulturdenkmäler in Stovner (Oslo) enthält die vom Riksantikvaren gelisteten Kulturgüter im Osloer Stadtteil Stovner. Nicht alle der gelisteten Kulturgüter stehen unter Denkmalschutz, können aber Teil eines denkmalgeschützten Ensembles sein oder ihre Veränderung muss mit dem Riksantikvaren abgesprochen werden. Die Denkmalnummer führt mit einem Link zur Beschreibungsseite kulturminnesøk des Riksantikvaren.

## Liste der Kulturdenkmäler in Stovner
| Bild           | Bezeichnung                               | Lage                              | Art                                  | Datierung                                     | Beschreibung                                            | Denkmal- nummer |
| -------------- | ----------------------------------------- | --------------------------------- | ------------------------------------ | --------------------------------------------- | ------------------------------------------------------- | --------------- |
| BW             | Fossumberget                              | Stovner Olaus Fjørtofts vei Karte | archäologisches Denkmal: Felsenkunst | Bronzezeit / Eisenzeit / nach der Reformation | drei Schalensteine                                      | 31874           |
| BW             | Tangerud                                  | Stovner Karte                     | Hofanlage                            | Eisenzeit / nach der Reformation              |                                                         | 77976           |
| weitere Bilder | Fossum Kirche (norw.: Fossum kirke)       | Stovner Karte                     | Bauwerk: Kirche                      | 20. Jh.                                       | steht nicht unter Denkmalschutz                         | 84190           |
| weitere Bilder | Høybråten Kirche (norw.: Høybråten kirke) | Stovner Karte                     | Bauwerk: Kirche                      | 1932                                          | Architekt: Georg Greve, steht nicht unter Denkmalschutz | 84700           |
| weitere Bilder | Stovner Kirche (norw.: Stovner kirke)     | Stovner Karte                     | Bauwerk: Kirche                      | 1979                                          | steht nicht unter Denkmalschutz                         | 85587           |

- Karte mit allen Koordinaten:
- OSM |
- WikiMap